# Contigo
Contigo est un parti politique péruvien créé en 2019.

## Histoire
Le parti est fondé en mars 2019 par Gilbert Violeta. Il remplace Péruviens pour le changement (PPK), qui soutenait Pedro Pablo Kuczynski, élu président de la République en 2016, destitué en 2018 puis emprisonné pour corruption.
Contigo perd toute représentation au Congrès de la République à l'issue des élections législatives de 2020. Le parti n'obtient pas le moindre député lors des élections générales péruviennes de 2021 et perd son enregistrement comme parti.